# Jane McLean
Jane McLean (nacida en el siglo XX como Jane Gregorio) es una actriz, productora y guionista, que nació en Manila, Filipinas y creció en Toronto, Canadá, desde que tuvo un año de edad.

## Carrera
A McLean le gustaba ser actriz desde que era niña y por ello, después de haber estado durante un tiempo en servicios financieros, se volvió actriz a pesar de algunas reticencias, que sus padres tenían al principio. Sin embargo, más tarde lo aceptaron y la han apoyado desde entonces al respecto. Empezó su carrera en el 2001. Al principio ella actuó como actriz en Toronto, pero, con el tiempo, ella también atrajo la atención de Hollywood y empezó a trabajar allí con actores conocidos como Eric Bana, Ron Livingston y Brad Pitt.
McLean es conocida a través de sus papeles de televisión Jane Richards en Terminal City (2005) y Tammy Okama en Dexter (2008). También hizo muchas más apariciones en series de televisión como, por ejemplo, en Largo Winch: Peligroso Patrimonio (2001), Odyssey 5 (2002), Missing (2003), ReGenesis (2006), 24 (2010), CSI: NY (2010) y Defiance (2013). También participó en películas de cine y de televisión y las películas, en las que participó, fueron. entre otras, Largo Winch: Peligroso Patrimonio (2001), Internamente Academy (2004), Supervolcán (2005), La protectora (2006), Hank y Mike (2008), Obsesión por un crimen (2008), La Mujer del Viajero del Tiempo (2009) y Running Mates (2011). 
Con el tiempo ella también se volvió productora y nombró la empresa que fundó para ello según el nombre de sus padres. Finalmente, desde 2016, ella también se ha vuelto guionista y divide su tiempo entre Los Ángeles, Vancouver y Toronto.

## Filmografía (Selección)
- 2001: Largo Winch: Peligroso Patrimonio (Largo Winch: The Heir; Película de televisión)
- 2001: Largo Winch: Peligroso Patrimonio (Largo Winch; serie de televisión; 1 episodio)
- 2002: Cómplices inocentes (Película de televisión)
- 2002: Odyssey 5 (Serie de televisión; 1 episodio)
- 2003: Levity
- 2003: Veritas - la búsqueda de la verdad (Serie de televisión; 1 episodio)
- 2003: 1-800 Missing (1-800-Missing; serie de televisión; 1 episodio)
- 2004: Zoe: factor sorpresa (Serie de televisión; 1 episodio)
- 2004: Dorian – Pacto con el Diablo (Dorian)
- 2004: Kevin Hill (Serie de televisión; 1 episodio)
- 2004: Internamente Academy
- 2005: Supervolcán (Supervolcano; película de televisión)
- 2005: Terminal City (Serie de televisión; 10 episodios)
- 2006: ReGenesis (Serie de televisión; 1 episodio)
- 2006: La protectora (Película de televisión)
- 2007: The Dresden Files (Miniserie de dos episodios)
- 2007: Shoot 'Em Up
- 2008: Hank y Mike
- 2008: Obsesión por un crimen (Película de televisión)
- 2008: Dexter (Serie de televisión; 3 episodios)
- 2009: La Mujer del Viajero del Tiempo (The Time Traveler's Wife)
- 2010: 24 (Serie de televisión, 1 episodio)
- 2010: CSI: NY (Serie de televisión; 1 episodio)
- 2011: Running Mates
- 2011: Flashpoint (Serie de televisión; 1 episodio)
- 2012: Transporter: La Serie (Transporter: The Series; Serie de televisión; 1 episodio)
- 2013-2015: Defiance (Serie de televsión; 4 episodios)
- 2016: Sobrenatural (Serie de televisión; 1 episodio)
- 2017: Working Moms (Serie de televisión; 2 episodios)